# Expansion et contraction de cycle
En chimie, une expansion de cycle et une contraction de cycle  sont des réactions chimiques qui respectivement augmentent ou diminuent le nombre d'atomes du cycle d'un composé cyclique.

## Réactions d'expansion de cycle
On peut citer parmi les réactions d'expansion de cycle : 
- le réarrangement de Beckmann
- la réaction d'expansion de cycle de Dowd-Beckwith.
- le réarrangement de Tiffeneau-Demjanov
- le réarrangement du vinylcyclopropane
- l'expansion de cycle de Buchner
- l'oxydation de Baeyer-Villiger

## Réactions de contraction de cycle
On peut citer parmi les réactions de contraction de cycle :
- le réarrangement de Favorskii
- le réarrangement de Demjanov
- les contractions de cycle des cétone cycliques et des cycloalcènes provoquée par de l'iode hypervalent[1], par exemple la réaction du cyclohexène avec l'iodosobenzène et le trifluorure de bore pour former le cyclopentanecarbaldéhyde: